# Reaching Out
Reaching Out ist ein Lied des Dubstep-Trios Nero. Es wurde erstmals am 16. Dezember 2011 bei iTunes veröffentlicht und ist in Neros Album
Welcome Reality enthalten. Der Track benutzt Samples von Hall & Oates’ Out of Touch aus dem Jahr 1984 und Kanos Another Life aus dem Jahr 1983. Dan Stephens von Nero erklärte gegenüber MTV News, dass er Daryl Hall von Hall & Oates, welcher den Teil des Samples von Out of Touch sang, kenne und sie mit E-Mails kommunizierten und sich darauf einigen konnten, dass er diesen Teil noch einmal singen könnte.

## Musikvideo
Das offizielle Musikvideo zum Song wurde erstmals am 25. November 2011 bei YouTube veröffentlicht. Es ist sehr an die 1980er Jahre angelehnt, so ist es im Stil eines Miami-Vice-Intros gedreht. Allerdings wird auch auf andere Serien aus den 1970ern und den 1980ern wie Kojak – Einsatz in Manhattan verwiesen. Regisseur des Videos war Johanna Andersson.

## Rezeption

### Charts
Reaching Out konnte ausschließlich die UK Dance Charts erreichen. So stieg man am 17. Dezember 2011 auf Platz 24 ein, steig in der nächsten Woche um sieben Plätze auf Platz 17 und konnte am 31. Dezember 2011 dann die Höchstplatzierung, Platz neun erreichen. in der nächsten Woche, am 7. Januar 2012, fiel man allerdings erneut auf Platz 17, Eine Woche später fiel man auf Platz 19, in der darauffolgenden stieg man erneut auf Platz 17. Dies stellte die letzte Platzierung in den Top 40 da.

### Kritik
Katy Olly von Electric Banana meinte, dass am Song einzig der Drop zu kritisieren wäre, welcher nach dem starken Aufbau etwas mäßig ausfalle. Er vergab vier von fünf möglichen Sternen. Simone Ubaldi von Beat Magazine meint, dass Nero mit Reaching Out einen Ibiza-tauglichen kommerziellen Dance-Track produziert hätten.